# Gastrancistrus dehradunensis
Gastrancistrus dehradunensis is een vliesvleugelig insect uit de familie Pteromalidae. De wetenschappelijke naam is voor het eerst geldig gepubliceerd in 1997 door Jamal Ahmad & Ahmad.